# Telluur-125
Telluur-125 of 125Te is een stabiele isotoop van telluur, een metalloïde. Het is een van de zes stabiele isotopen van het element, naast telluur-120, telluur-122, telluur-123, telluur-124 en telluur-126. Daarnaast komen ook twee langlevende radio-isotopen voor, namelijk telluur-128 en telluur-130. De abundantie op Aarde bedraagt 7,07%.
Telluur-125 ontstaat onder meer bij het radioactief verval van antimoon-125 en jodium-125.
105Te · 106Te · 107Te · 108Te · 109Te · 110Te · 111Te · 112Te · 113Te · 114Te · 115Te · 115m1Te · 115m2Te · 116Te · 117Te · 117mTe · 118Te · 119Te · 119mTe · 120Te · 121Te · 121mTe · 122Te · 123Te · 123mTe · 124Te · 125Te · 125mTe · 126Te · 127Te · 127mTe · 128Te · 128mTe · 129Te · 129mTe · 130Te · 130m1Te · 130m2Te · 130m3Te · 131Te · 131mTe · 132Te · 133Te · 133mTe · 134Te · 134mTe · 135Te · 135mTe · 136Te · 137Te · 138Te · 139Te · 140Te · 141Te · 142Te · 143Te